# Luisa a Lotka
Luisa a Lotka (Das doppelte Lottchen) je povídka pro děti, kterou roku 1949 napsal německý spisovatel Erich Kästner a ilustroval Walter Trier.

## Obsah povídky
Luise a Lotce je devět let, jsou stejně velké. Lotka nosí zapletené copánky a je velice hodná. Luisa má rozházené kudrlinky. Pořád zlobí a je velice divoká.
Děj knihy vypráví příběh dvou dívek, která jsou dvojčata a každá vyrůstala s jedním rodičem.
Poprvé se Luisa s Lotkou setkaly náhodou na letním táboře. Lišily se od sebe pouze povahou a účesy. Jedna byla mírnější a nosila vlasy do copánků. Druhá byla divočejší a nosila vlasy rozpuštěné. Postupným pátráním zjistily, že jsou dvojčata.
Rodiče se totiž po rozvodu dohodli, že každý si vezme jednu holčičku. Přes prázdniny se obě skamarádily a naučily se, jak se která chová a obléká. Při odjezdu z tábora se každá rozjela za rodičem, se kterým předtím nežila. Rodiče to dlouho nepoznali. Až se jednou maminka dověděla pravdu. Pracovala v redakci a jednoho dne se jí náhodou do ruky dostala "fotka" z letního tábora. Na "fotce" byly dvě stejné dívky. Maminka poznala, že jsou to její dvě dcery. Po návratu z práce jí tuto záměnu potvrdila její dcera a řekla jí, že druhá dcera, která bydlí u tatínka, je vážně nemocná. Obě se proto ihned rozjely za nemocnou. Rodiče se do sebe znovu zamilovali, a proto zůstali všichni čtyři spolu.

## Filmové adaptace
- Das doppelte Lottchen (1950, Luisa a Lotka), německý film, režie Josef von Báky,
- Twice Upon a Time (1953), britský film, režie Emeric Pressburger,
- The Parent Trap (1961), americký film , režie David Swift,
- Charlie & Louise – Das doppelte Lottchen (1994), německý film, režie Joseph Vilsmaier,
- The Parent Trap (1998), americký film podle knihy Luisa a Lotka, režie Nancy Meyers.
- Das doppelte Lottchen (2017, Luisa a Lotka), německý TV film, režie Lancelot von Naso

## Česká vydání
- Luisa a Lotka, SNDK, Praha 1959, přeložila Hana Žantovská, znovu Albatros, Praha 1969, 1974, 1978 ilustroval Josef Žemlička, 1992, 1997, 2001, 2004 a 2010.